# Banzi
Banzi est une commune italienne d'environ 1 500 habitants, située dans la province de Potenza, dans la région Basilicate en Italie méridionale.

## Histoire
Dans l'Antiquité, Banzi est la cité osque, puis romaine de Bantia, connue pour l'importante inscription osque portant une loi municipale (Tabula Bantina) trouvée sur le territoire de la ville voisine d'Oppido Lucano, qui dépendait alors de Bantia.

## Administration
| Période                                  | Période | Identité | Étiquette | Qualité |
| ---------------------------------------- | ------- | -------- | --------- | ------- |
|                                          |         |          |           |         |
| Les données manquantes sont à compléter. |         |          |           |         |

### Communes limitrophes
Genzano di Lucania, Palazzo San Gervasio, Spinazzola